# Otto Hölder

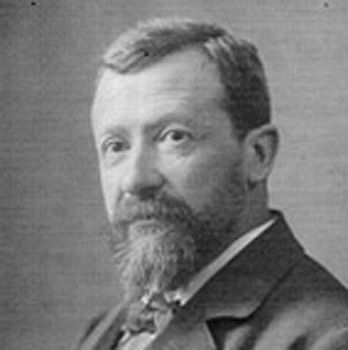

Otto Ludwig Hölder (Stuttgart, 22 december 1859 - 29 augustus 1937) was een Duits wiskundige.
Hölder studeerde eerst aan de Polytechnikum (vandaag de dag de Universiteit van Stuttgart) en ging in 1877 vervolgens naar de Universiteit van Berlijn, waar hij een leerling van Leopold Kronecker, Karl Weierstrass en Ernst Kummer was. In 1882 behaalde hij zijn doctoraat aan de Universiteit van Tübingen. De titel van zijn proefschrift was "Beiträge zur Potentialtheorie" (Bijdragen aan de potentiaatheorie). Hij werkte vanaf 1899 tot zijn emeritaat aan de Universiteit van Leipzig.
Hij is bekend als de naamgever van zaken als: de ongelijkheid van Hölder, de stelling van Jordan-Hölder, de stelling dat elke lineair geordende groep, die voldoet aan de Archimedische eigenschap, isomorf is met een deelgroep van de additieve groep van reële getallen, de classificatie van enkelvoudige groepen van ordes tot 200 en de stelling van Hölder, die inhoudt dat de gammafunctie aan geen enkele algebraïsche differentiaalvergelijking voldoet. Een ander belangrijk begrip dat aan zijn naam is verbonden is de Hölder-continuïteit, die bijvoorbeeld in de theorie van partiële differentiaalvergelijkingen en functieruimten wordt gebruikt.

## Referentie
- (en)  Otto Hölder op MacTutor